# Hervé Phélippeau
Hervé Phélippeau (* 16. září 1962) je bývalý francouzský atlet, běžec na střední tratě, halový mistr Evropy v běhu na 1500 metrů z roku 1989.

## Sportovní kariéra
Patřil do evropský mílařské špičky na konci 80. let 20. století. V roce 1987 obsadil páté místo v běhu na 1500 metrů na evropském halovém mistrovství. O dva roky později se v této disciplíně stal halovým mistrem Evropy.